# Mohamed Hussein Tantawi

Mohamed Hussein Tantawi Soliman (arabiska: محمد حسين طنطاوى سليمان), född 31 oktober 1935 i Kairo, död 21 september 2021 i Kairo, var en egyptisk fältmarskalk och statsman som var befälhavare i Egyptens försvarsmakt. Från den 11 februari 2011 till den 30 juni 2012 var han Ordförande för De väpnade styrkornas högsta råd (de facto statschef) som formellt styrde Egypten efter Hosni Mubaraks avgång. Han var landets försvarsminister från 1991 till den 12 augusti 2012, då Mohamed Morsi deklarerade hans pensionering. Tantawi var tidigare även vice premiärminister under Mubarak.

## Biografi

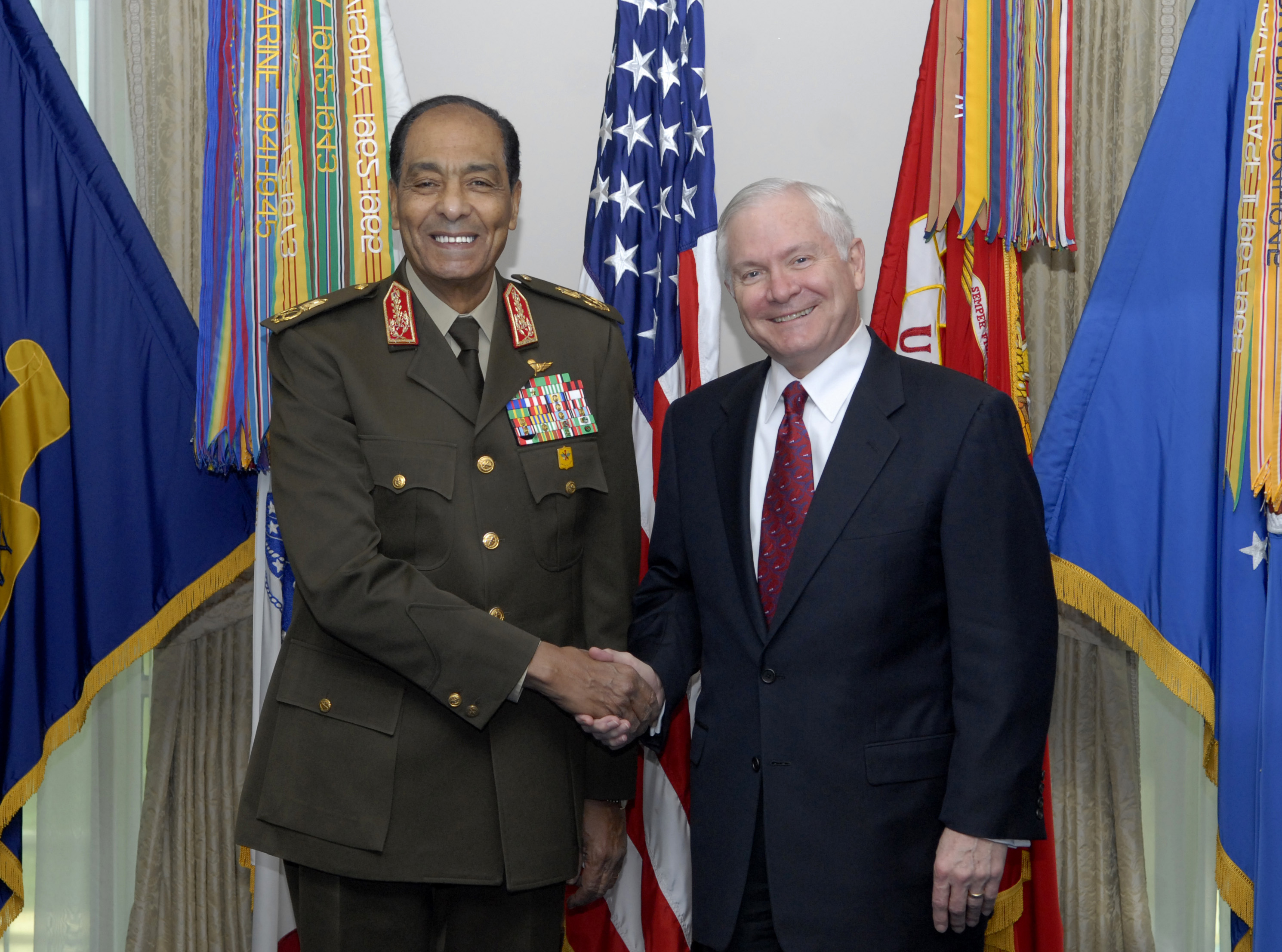
Tantawi tillsammans med USA:s Försvarsminister Robert Gates den 25 mars 2008.

Tantawi som är av nubiskt ursprung fick sitt första uppdrag som officer den 1 april 1956 och tjänstgjorde i infanteriet. Han deltog i Sinaikriget 1956, Sexdagarskriget 1967, och Yom Kippur-kriget 1973, alla krigen var mot Israel. Tantawi har varit  kommendör för Egyptiska Presidentens Skydd och Chef för Operationsmyndigheten under Egyptiska försvarsmakten. År 1990/1991 deltog han i det USA-ledda Gulfkriget mot Irak för att tvinga Irak att dra tillbaka sina trupper från Kuwait, som tidigare hade invaderat Kuwait i början 1990.
Den 20 maj 1991, sedan General Youssef Sabri Abu Taleb avskedats, utsågs Tantawi till Försvarsminister samt till befälhavare och chef för den egyptiska försvarsmakten.

## Egyptiska revolutionen 2011
Den 11 februari 2011 då Hosni Mubarak avgick efter 18 dagar av protester från det Egyptiska folket, lämnade Mubarak över makten till De väpnade styrkornas högsta råd lett av Tantawi.
Rådet har som uppgift att leda Egypten fram till ett nytt parlamentsval samt presidentval som ska genomföras under 2012. Strax efter maktövertagandet löste Tantawi upp parlamentet, och med hjälp av Farouk Sultan har man genomfört temporära konstitutionsändringar som skedde den 19 mars 2011.
På det personliga planet har Tantawi hållit en relativt låg profil sedan han tillsammans med rådet tagit över makten. Han har valt att överlämna de flesta offentliga tal och pressmeddelanden via övriga ledande medlemmar i rådet, och han utsåg Essam Sharaf till ny premiärminister.
Efter en serie av nya protester som eskalerade den 22 november 2011 och som kostade 33 människors liv samt skadade över 2000 personer efter att Tantawi tillåtit polisen att använda våld för att få bort demonstranterna från Tahrirtorget, dök Tantawi upp på statstelevisionen där han lovade att skynda på genomförandet av ett nytt presidentval samt att de väpnade styrkornas högsta råd är fullt beredda att lämna över makten och återgå till uppgiften att skydda hemlandet.
Den 30 juni 2012 lämnade han och militärrådet formellt över makten till Muhammad Mursi, som vunnit det första demokratiska presidentvalet i Egypten en vecka tidigare.